# Eliezer Fisch
Eliezer Fisch rabbi, cádik, csodarabbi (a „bikszádi rabbi”).

## Élete
Szatmárnémetiben élt és dolgozott. Imaháza a Békés Károly (ma Lükő Béla) utcában állt. A haszid irányzathoz tartozott.
A „bikszádi” jelzőt azért kapta, mert Bikszádról került fel Szatmárnémetibe.
Szent emberként és csodatevőként tartották számon (emléke máig él a szatmári zsidók között).
Csodás gyógyításairól volt híres a haszidok körében.[forrás?]
Fia, a mai Fisch cádik az Amerikai Egyesült Államokban él, és szintén rabbiként dolgozik egy kis haszid közösség élén.